# El Cartel: The Big Boss
El Cartel: The Big Boss é o álbum lançado em 2007 pelo cantor porto-riquenho Daddy Yankee. O lançamento oficial do primeiro single, "Impacto", e seu remix, foi no dia 12 de Abril de 2007.
Os artistas com participação em canções do álbum incluem Akon, Nicole Scherzinger (das Pussycat Dolls), Hector El Father, will.i.am e Fergie.
O primeiro single foi "Impacto", produzida pelo produtor de canções hip hop Scott Storch. O remix oficial possui participação de Fergie e foi a canção lançada como single. Ambas as canções podem ser ouvidas no MySpace de Daddy Yankee.
O segundo single do álbum foi "Mensaje De Estado".

## Vendas
O álbum estreou na posição #9 na parada norte-americana de álbuns Billboard 200 e na posição #1 na parada Billboard Top Álbuns Latinos, vendendo 82,000 cópias na primeira semana, que, mesmo sendo um bom número, foi menos do que o esperado. O álbum é apenas um dos vários álbuns latinos a estrearem no Top 10 da Billboard 200.
| Críticas profissionais                                                      | Críticas profissionais       |
| Avaliações da crítica                                                       | Avaliações da crítica        |
| Fonte                                                                       | Avaliação                    |
| --------------------------------------------------------------------------- | ---------------------------- |
| DJBooth.net                                                                 | [ 3 ]                        |
| All Music Guide                                                             | [ 4 ]                        |
| Artist Direct                                                               | [ 5 ]                        |
| Aol Music                                                                   | Avaliação no Aol Music       |
| Palm Beach Post                                                             | Avaliação no Palm Beach Post |
| Esta tabela precisa de ser acompanhada por texto em prosa. Consulte o guia. |                              |

## Faixas
1. "El Jefe (Produzida por Diaz Brothers)" 3:57
2. "En Sus Marcas Listos Fuera (Produzida por Menace, Tainy, Eli El Demente)" 3:26
3. "Cambio (Produzida por Santana & Tainy)" 3:11
4. "Fuera De Control (Produzida por LunyTunes & Tainy)" 3:03
5. "Impacto (Produzida por Scott Storch & Tainy)" 3:05
6. "Ella Me Levanto (Produzida por Mr. G, Nely & Tainy)" 3:29
7. "A Lo Clasico (Produzida por Scott Storch, Nely & Tainy)" 3:55
8. "Bring It On (Produzida por Akon) (participação de Akon)" 3:43
9. "Who's Your Daddy (Produced by will.i.am)" 3:44
10. "El Celular (Produzida por Nely)" 2:32
11. "Ven Damelo (Produzida por Nely & Tainy)" 3:36
12. "Papi Lover (Produzida por Just Blaze, Echo & Diesel) (participação de Nicole Scherzinger)" 3:41
13. "Que Paso (Produzida por Scott Storch)" 4:12
14. "Mensaje De Estado (Produzida por Mr. Collipark & Los Vegaz)" 4:06
15. "Tension (Produzida por Nely)" (participação de Hector El Father)" 3:21
16. "Soy Lo Que Soy (Produzida por Nely)" 4:11
17. "Coraza Divina (Produzida por Egy Rodriguez)" 3:55
18. "Plane To PR (Produzida por will.i.am) (participação de will.i.am)" 4:08
19. "Me Quedaria (Produzida por Humberto Viana) Samples Mario Bauza's Quedate(Produzida por Humby)" 4:20
20. "Todos Quieren A Raymond (Produzida por Egy Rodriguez)" 4:41
21. "Impacto Remix (Produzida por Scott Storch & Tainy) (participação de Fergie)" 3:27

Faixas bônus no iTunes
1. "No Comprende" (Produzida por Mr. Collipark)

Série Concertos da MTV (Exclusivo da Wal-Mart)
1. "Gangsta zone" 3:20
2. "King daddy" 2:39
3. "Dale caliente" 3:20
4. "Machete" 3:08
5. "Gasolina" 3:16

- Faixas bônus no Target

1. "Fiel amiga" (Produzida por Nely & Tainy)

## Singles
- "Impacto" (2007)
- "Impacto (Remix)" (participação de Fergie) (2007)
- "Mensaje De Estado" (2007)
- "Ella Me Levantó" (2007)